# Старая Качеевка
Ста́рая Каче́евка — село в Теньгушевском районе Республики Мордовия, в 20 километрах от районного центра (село Теньгушево).
До 24 апреля 2019 года являлось административным центром Старокачеевского сельского поселения. После его упразднения в 2019 году село включено в состав Такушевского сельского поселения.
Село основано помещиком Качеевым в 1745 году. В 1845 году купивший село князь Н. И. Енгалычев основал в селе винокуренный завод и ковровую фабрику.
В 1906 году жители села выкупили у владевшего им в то время князя Шахаева участок земли и основали деревню Новая Качеевка.
Расположено в 20 км от районного центра и 96 км от железнодорожной станции Потьма. 
Основана помещиком Д. В. Качеевым в 1745 г. (в 1774 г. капитан Д. В. Качеев был убит в г. Темникове пугачёвцами, о чём упоминал А. С. Пушкин в «Истории Пугачёва» (Пушкин А. С., Полное собрание сочинений, М. ; Л., 1949, т. 8, с. 342)); в 1845 г. была приобретена князем Н. И. Енгалычевым, основавшим здесь винокуренный завод и ковровую фабрику. По «Списку населённых мест Тамбовской губернии» (1866), Старая Качеевка (Качеевка) — деревня владельческая из 47 дворов (307 чел.) Темниковского уезда. В 1870—1880-х гг. некоторые крестьяне работали на фаянсовой фабрике Енгалычева (д. Ивановка). В 1906 г. жители выкупили у князя Шахаева 450 десятин земли и основали д. Новая Качеевка. В 1911 г. в Старой Качеевке была открыта земская школа. В 1930 г. в селе — 212 дворов (1 148 чел.). В 1929 г. был организован колхоз «Новый путь» (в 1950—1963 гг. — им. Ленина), с 1992 г. — СХП «Новый путь», с 2000 г. — К(Ф)Х С. П. Мотина. В современном селе —  медпункт, отделение связи, магазин, церковь; памятник-обелиск воинам, погибшим в годы Великой Отечественной войны. Возле села — 3 стоянки каменного века. Старая Качеевка — родина Георгиевского кавалера Я.С. Прошина, заслуженного работника народного образования РМ А. П. Родиной. 

## Население
| 2002 | 2010 |
| ---- | ---- |
| 366  | ↘304 |